# Otturazione (odontoiatria)
L'otturazione dentaria od otturazione odontoiatrica, intesa come procedura operativa, è una tecnica restaurativa volta al riempimento di una cavità creatasi in un dente in seguito ad un evento patologico o traumatico, allo scopo di recuperarne la funzione e la morfologia originaria. 
Con essa viene altresì definito anche il frutto dell'intervento operativo, ovvero la massa del materiale una volta terminata l'operazione di posizionamento nel dente. Le otturazioni possono essere distinte in provvisorie e definitive, a seconda della tipologia del materiale usato. Nel caso di otturazioni definitive, i materiali più utilizzati sono l'amalgama d'argento, le resine composite ed i cementi vetroionomerici.

## Classificazione

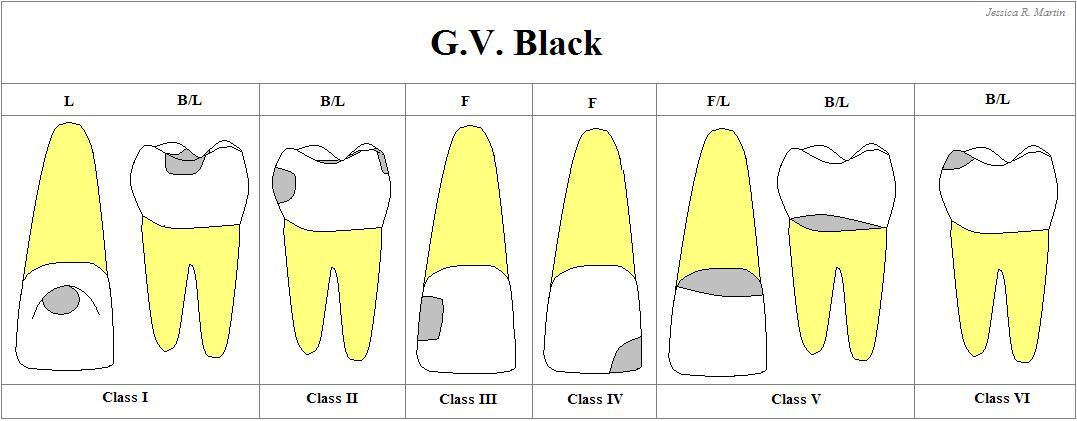
Classi di Black.

La divisione in classi di Black, creata alla fine del XIX secolo per i materiali non ritentivi e basata sulla localizzazione ed estensione del difetto cavitario principale, rimane ancora oggi la più utilizzata per semplicità, anche se le moderne tecniche restaurative che utilizzano le tecniche adesive tendono a rispettare meno i confini di questa classificazione.
- I Classe: Lesioni delle zone occlusali di molari e premolari e delle superfici linguali di incisivi e canini (foro cieco).
- II Classe: Lesioni delle superfici interprossimali di molari e premolari.
- III Classe: Lesioni approssimali di incisivi e canini senza coinvolgimento del margine libero.
- IV Classe: Lesioni approssimali di incisivi e canini con coinvolgimento del margine libero.
- V Classe: Lesioni della zona cervicale vestibolare o linguale/palatale.
- VI Classe: Lesioni che interessano cuspidi e margini incisali.

## Tipologie e tecniche
La procedura richiede spesso l'esecuzione di una anestesia locale, e quindi l'asportazione del materiale patologico eventualmente presente, il riempimento della cavità con il materiale apposito, e la sua rifinitura e lucidatura.
A seconda dei materiali utilizzati questo schema può prevedere alcuni passaggi aggiuntivi, legati alle diverse necessità dei materiali stessi. Nel caso di lesioni medio-ampie è spesso necessario ricorrere all'anestesia locale, mentre in presenza di lesioni superficiali, e nei denti con dentina molto sclerotica l'anestesia può risultare superflua. Nel caso più comune, in presenza di una lesione cariosa, gli strumenti utilizzati per accedere alla cavità patologica e asportare il tessuto infetto sono abitualmente i manipoli rotanti ad alta velocità (turbine) e quelli a bassa velocità (manipolo contrangolo). Nel caso di raggiungimento di profondità tali da mettere in pericolo la vitalità dei tessuti pulpari, può essere usato un sottofondo protettivo. La ricostruzione delle pareti che si appoggiano ai denti vicini (approssimali) viene effettuata utilizzando nastri sottili sagomati (matrici) e cunei, che permettono la ricostruzione del corretto punto di contatto. In caso di perdita estesa di tessuto dentale, con scarso sostegno delle pareti residue e delle cuspidi, ed a maggior ragione nel caso di dente devitalizzato, la tecnica di otturazione diretta può risultare inadeguata e dagli esiti poco predicibili, e andranno quindi prese in considerazione tecniche di ricostruzione indirette con ricopertura cuspidale, come intarsi onlay e corone protesiche.

### Materiali provvisori
Nel caso vi sia impossibilità di concludere il trattamento conservativo e/o endodontico in una sola fase, si effettua un'otturazione provvisoria della cavità, usando materiali che possono essere facilmente asportati, permettendo il completamento della procedura con l'adeguato materiale definitivo in una fase successiva. La composizione di questi materiali è variabile. Il periodo di mantenimento dell'otturazione provvisoria deve essere preferibilmente breve, poiché la stabilità e la capacità di sigillo dei margini di questi materiali nel tempo è poco affidabile, esponendo il dente a rischi sempre maggiori di infiltrazioni e fratture.

### Materiali metallici

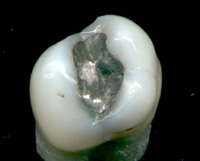
Otturazione in amalgama d'argento.

I materiali metallici sviluppati per le otturazioni definitive in odontoiatria sono l'oro coesivo, oramai di interesse puramente storico, e l'amalgama d'argento. Questa tipologia di materiali richiede una tecnica di preparazione di cavità ritentive dotate di sottosquadri, in quanto non è possibile ottenere una vera adesione tra materiale e dente, e quindi la ritenzione deve essere necessariamente meccanica. Ciò in molti casi implica il sacrificio di tessuto sano, con un sostanziale indebolimento della struttura dentaria residua, fattore che, unito alla scarsa estetica, ha portato ad un progressivo diminuzione nell'uso di questi materiali.

#### Amalgama d'argento
La possibilità di operare anche in campo umido e la capacità antibatterica dell'amalgama d'argento lo rendono ancora un materiale validamente utilizzato per i casi altrimenti difficili da gestire, come le cavità ampie di II classe, le carie radicolari e/o sottogengivali di difficile accesso, nelle situazioni di alto rischio di carie legate ad altre patologie orali o sistemiche, o quando entrino in gioco motivazioni economiche, e con scarse necessità estetiche. Le problematiche legate ad un supposto effetto tossico sull'organismo dato dal rilascio di mercurio non hanno trovato un valido supporto scientifico, mentre le reazioni avverse segnalate risultano estremamente rare.

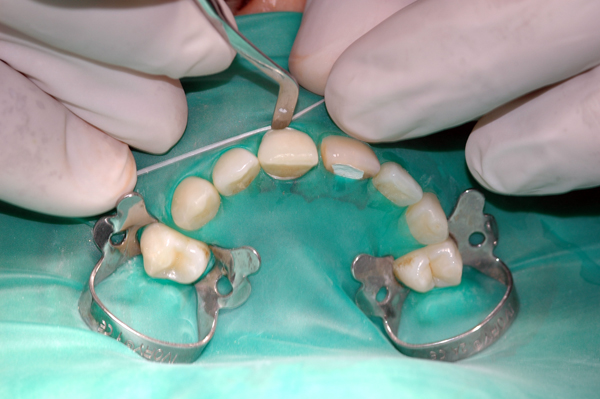
Corretto posizionamento di diga dentale

### Materiali estetici
I materiali estetici sono i più diffusi nella moderna odontoiatria conservativa, e sono rappresentati dalle resine composite e dai cementi vetroionomeri, o dalla loro combinazione. Il loro ampio successo è legato alle notevoli capacità mimetiche ed alla possibilità di fornire un certo grado di rinforzo alle strutture dentali a cui aderiscono, fattori comunque che richiedono il rispetto di alcuni principi. Per entrambi questi materiali è richiesto uno stretto controllo durante le fasi dell'otturazione, in quanto la contaminazione delle superfici può compromettere in misura sensibile l'adesione ai tessuti dentali, portando come conseguenza la formazione di carie secondarie. Per questo è decisamente consigliato un sistema affidabile per l'isolamento del campo di lavoro, ed in tutti i casi in cui sia possibile, l'uso della diga dentale.

#### Resine composite
Le resine composite comunemente usate in odontoiatria sono formate dall'unione tra un riempitivo in fase dispersa a base ceramica, un legante organico (matrice), di solito appartenente alla categoria dei metacrilati, ed un agente accoppiante (silano). Sono inoltre presenti dei pigmenti per conferire il colore ed il grado di translucenza/opalescenza voluta, e, nel caso dei compositi fotoindurenti (di gran lunga i più utilizzati), un fotoiniziatore, la cui attivazione attraverso una luce a lunghezza d'onda predefinita permette l'indurimento del materiale (polimerizzazione). La composizione prevede a seconda dei produttori altre varianti, a partire dalla dimensione del riempitivo, che ha visto nel tempo una tendenza alla diminuzione, portando agli attuali compositi a riempitivi nanomerici o misti. Sono disponibili anche versioni fluide (flowable) a minore contenuto di riempitivo, per conferire all'otturazione una maggior capacità elastica di assorbire gli stress da contrazione. Sono state proposte alcune nuove formulazioni che prevedono nuovi tipi di monomeri metacrilati come matrice, la loro sostituzione con altri tipi di leganti, e l'incorporazione di agenti rimineralizzanti e disinfettanti, allo scopo di migliorare biocompatibilità e affidabilità dei materiali compositi.
La possibilità di ottenere una valida adesione con i tessuti dentali, la resistenza all'abrasione sempre più vicina allo smalto del dente e la possibilità di ottenere una resa estetica molto buona ha reso le resine composite il materiale di prima scelta in odontoiatria conservativa. L'adesione ottimale viene ottenuta attraverso una preparazione a margini inclinati dei margini della cavità (bisellatura), un processo di condizionamento dei tessuti dentali (mordenzatura acida) allo scopo di renderli più ritentivi, e l'uso di resine fluide idrofile (che possono comportare uno o più passaggi) che nel caso della dentina agiscono inglobando le fibre di collagene, formando in seguito alla polimerizzazione il cosiddetto "strato ibrido". Una volta completata la fase di adesione, viene posizionata la resina composita in cavità e quindi fotoindurita con lampade apposite, usando quando necessario una tecnica di stratificazione ad incrementi progressivi, per neutralizzare la contrazione che si sviluppa durante l'indurimento. L'otturazione termina con la fase di rifinitura e lucidatura, eseguita con punte e dischi abrasivi montati su strumenti rotanti, e/o con strisce abrasive manuali.

#### Cementi vetroionomerici
I cementi vetroionomerici sono materiali che si formano dalla reazione tra microparticelle di vetroceramica, a base silico-alumino-fluorosa, con un acido a base organica, principalmente acido poliacrilico, maleico ed itaconico. L'unione di questi componenti permette all'acido di reagire con le particelle vetrose, formando un gel ad alta viscosità in cui la matrice di policarbossilato ingloba e stabilizza le particelle di polvere. Durante queste reazioni il cemento vetroionomerico è in grado di contrarre legami chimici con i tessuti del dente, in particolare con la dentina, evento che però richiede di evitare contaminazioni delle superfici durante le fasi di riempimento. Un pretrattamento con un acido debole può aumentare ulteriormente i valori di adesione con i tessuti dentali, che però risultano sensibilmente inferiori a quelli delle resine composite, così come le altre caratteristiche meccaniche ed estetiche. La capacità di questo materiale di rilasciare ioni fluoruro è considerata un valido fattore protettivo, e diversi studi hanno dimostrato una discreta efficacia nel prevenire la carie secondaria. La scarsa resistenza alla fatica ed alle sollecitazioni rende però i cementi vetroionomerici poco adatti per le grandi cavità o le ricostruzioni, e spiega probabilmente il loro maggiore tasso di fallimento nel tempo rispetto agli altri materiali usati in odontoiatria conservativa. Per questo nel tempo sono state introdotte alcune modifiche nella loro composizione, aggiungendo polveri metalliche, o unendoli alle resine composite, creando così i vetroionomeri modificati ed i compomeri, alla ricerca delle migliori prestazioni meccaniche, cercando di mantenerne al contempo i vantaggi dati dal rilascio di fluoro.

## Prognosi
La durata nel tempo di un'otturazione dentaria è variabile, e correlata ad alcuni fattori, tra cui di particolare importanza sono il tipo di materiale usato, il grado di sollecitazione funzionale, le capacità dell'operatore ed il grado di mantenimento igienico del paziente. Secondo alcuni studi, il materiale in grado di garantire la maggior durata nel tempo rimane ancora l'amalgama d'argento, soprattutto nei settori posteriori, mentre secondo altri la differenza  risulterebbe quasi nulla, così come dati discordanti si hanno riguardo ai cementi vetroionomerici. La causa di questa variabilità dei dati è probabilmente correlata all'importanza dei fattori legati al paziente ed all'operatore. L'uso delle resine composite risulta infatti particolarmente sensibile al grado di esperienza dell'operatore, in particolare riguardo cavità di II e V classe, in cui l'adesione risulta più delicata e complessa.
La causa di fallimento più comune è la comparsa di una carie secondaria, meno frequentemente il cedimento dell'otturazione e/o del dente. Il pericolo di frattura, in particolare a carico della struttura dentale, è significativamente maggiore nel caso di otturazioni in amalgama d'argento, in quanto il materiale tende a comportarsi come un corpo estraneo, non contraendo adesione con il dente, ed il pericolo aumenta ulteriormente nel caso di ricostruzioni ampie. La necessità di reintervento legata all'usura del materiale tende invece a non venire più considerato un fallimento, in quanto con le moderne tecniche adesive può essere spesso corretta tramite l'aggiunta di materiale, evitando la sostituzione completa dell'otturazione precedente.
Complicazioni legate all'intolleranza ai materiali o alla loro tossicità, segnalate sia nel caso dell'amalgama che per quanto riguarda le resine composite, non hanno trovato riscontro a livello epidemiologico, e quindi sono considerate rare.